# Dextrotiroxina
La Dextrotiroxina, o D-tiroxina, es el isómero óptico de la levotiroxina natural. Cuando se notó que reducía la concentración plasmática de lipoproteínas de baja densidad en un 20%, se creó un medicamento con la finalidad de ser empleado como agente para tratar a los pacientes con colesterol elevado y que se aprobó en 1967.
El razonamiento detrás del uso de la D-tiroxina derivó de la noción de que en el hipertiroidismo se produce una reducción significativa de los niveles de lipoproteínas de baja densidad, lo que llevó a intentar imitar esto mediante la administración de análogos de la hormona tiroidea. Sin embargo estas terapias (D-tiroxina y tiratricol) fracasaron debido a los efectos secundarios asociados con problemas cardíacos y relacionados con los huesos de los pacientes.
Se llevó a cabo un seguimiento de caso a 9 años de una paciente menor de edad en la que se comparó la eficacia de la dextrotiroxina y el ácido triyodotiroacético para el tratamiento de una forma hipofisaria de resistencia a las hormonas tiroideas (FHRHT), Se prescribió primero la dextrotiroxina durante 1 1/2 años; y posteriormente, el ácido triyodotiroacético. Los resultados fueron que, comparado con dextrotiroxina, el tratamiento con ácido triyodotiroacético es más efectivo para suprimir la hormona estimulante de la tiroides y disminuir los niveles de hormona tiroidea en la FHRHT. Sin embargo, ninguno de los dos tratamientos pudieron reducir el tamaño de la tiroides. Los efectos del tratamiento sobre la sintomatología también fueron modestos. La mejoría espontánea de los síntomas se observó con la edad.

## Efectos adversos importantes
El efecto adverso más serio de este fármaco es un aumento de la frecuencia o severidad de episodios de angor en pacientes con problemas coronarios. Estas incidencias se incrementan con las dosis. Otros efectos son los Trastornos del ritmo cardíaco y la potenciación de los efectos de los anticoagulantes.